# Falcon 9
Falcon 9 è una famiglia di lanciatori a razzo progettati e costruiti dalla Space Exploration Technologies (SpaceX), il "9" indica il numero dei motori del primo stadio. Il Falcon 9 è prodotto in tre versioni: 1.0, 1.1 e Full thrust divisa nelle versioni Block 3, Block 4 e Block 5 (a giugno 2020 l'unica in servizio).

## Descrizione progettuale
Il Falcon 9 è composto da due stadi, entrambi spinti da motori Merlin a ossigeno liquido e RP-1 (un tipo di kerosene), inoltre il primo stadio è progettato per essere riutilizzato. Questo lanciatore è il vettore per il lancio dei veicoli spaziali Dragon e Crew Dragon. La NASA ha assegnato alla combinazione Falcon 9/Dragon un contratto Commercial Resupply Services per il rifornimento della Stazione spaziale internazionale, nell'ambito del programma Commercial Orbital Transportation Services. La prima missione nell'ambito CRS è stata lanciata il 12 ottobre 2012. 
Dal 2019, SpaceX utilizzerà il Falcon 9 per lanciare la Crew Dragon verso la ISS. Progetto che si è realizzato quando il 30 maggio 2020 la Crew Dragon è stata lanciata con successo, portando sulla ISS 2 astronauti americani. La versione 1.0 ha svolto cinque voli prima di essere ritirata nel 2013, la versione 1.1 ha volato per un totale di quindici missioni ed è stata ritirata nel gennaio 2016. 
Le performance della versione attualmente in uso, il Block 5, sono aumentate dell’8% rispetto alla versione precedente; quest'ultima versione è la base del Falcon Heavy. SpaceX intende completare i test per certificare il vettore al trasporto di equipaggi umani per trasportare gli equipaggi NASA verso la ISS, obbiettivo parte del contratto Commercial Crew Trasportation Capability. 

## Sviluppo e produzione

### Finanziamento
Mentre SpaceX spendeva risorse nel Falcon 1, il lanciatore precedentemente sviluppato, lo sviluppo del Falcon 9 è stato accelerato dall'acquisto di molti voli test da parte della NASA. La fase di progettazione iniziò ufficialmente grazie alla sottoscrizione del contratto COTS nel 2006. L'obiettivo proposto nel contratto era:
Il compenso totale stabilito dal contratto era di 278 milioni di dollari per la progettazione della capsula Dragon, del Falcon 9 e per i lanci dimostrativi della capsula a bordo del Falcon 9. Nel 2009 sono stati aggiunti ulteriori obbiettivi al contratto portando la ricompensa totale a 396 milioni di dollari.
La NASA divenne utilizzatore del veicolo quando nel 2008 acquistò 12 lanci CRS verso la Stazione Spaziale Internazionale. Il contratto di trasporto, del valore di 1,6 miliardi di dollari, prevedeva un minimo di dodici missioni verso e dalla stazione. Musk ha più volte affermato che senza i finanziamenti della NASA lo sviluppo del vettore avrebbe necessitato di più tempo.
Nel 2014, SpaceX pubblicò il costo totale del Falcon 9 e della capsula Dragon. SpaceX aveva investito 450 milioni di dollari mentre la NASA aveva contribuito con 396 milioni.

### Progettazione, sviluppo e test
SpaceX intendeva inizialmente produrre un veicolo intermedio dopo il Falcon 1, il Falcon 5. Nel 2005 SpaceX annunciò che avrebbe invece sviluppato il Falcon 9, un "vettore pesante totalmente riutilizzabile", e che si era già assicurata un cliente governativo. Il Falcon 9 era stato presentato come un lanciatore in grado di portare 9.500 kg in orbita terrestre bassa al costo di 27 milioni di dollari, per il lancio di carichi fino a 3,7 m di diametro, e 35 milioni di dollari per carichi fino a 5,2 m. Il Falcon 9 era stato progettato per raggiungere sia l'orbita bassa sia l'orbita di trasferimento geostazionaria, oltre a poter portare sia cargo sia equipaggi verso la Stazione Spaziale Internazionale.
Dopo una fase di test dei motori svoltasi al sito di McGregor, per la prima volta il 25 febbraio 2010 il Falcon 9 fu portato sulla rampa del Launch Complex 40 del Kennedy Space Center per un test statico, ovvero un'accensione dei motori senza il decollo effettivo. Il test è stato interrotto a due secondi dall'accensione per un problema con la rampa di lancio. L'interruzione non ha arrecato danno né al razzo né alla rampa ed il test è stato ripetuto con successo il 13 marzo.
Il volo inaugurale fu ritardato da marzo 2010 a giugno per la necessità di una modifica al Flight Termination System da parte dell'Air Force. Il primo tentativo di lancio è avvenuto alle 17:30 UTC il venerdì 4 giugno 2010. Il lancio è stato interrotto subito dopo l'accensione dei motori e il razzo è riuscito ad interrompere la procedura di lancio in sicurezza. Il personale di terra è stato in grado di recuperare il razzo, che è stato lanciato con successo alle 18:45 UTC lo stesso giorno.
Il 30 maggio 2020, (il lancio era previsto inizialmente il 27 maggio, ma è stato rinviato a causa del maltempo), la navicella Crew Dragon di SpaceX attraverso un Falcon 9 è stata lanciata dalla rampa 39A del Kennedy Space Center (la stessa da cui erano partite le missioni Apollo), con a bordo i due astronauti americani Douglas Hurley e Robert Behnken nella missione SpaceX Demo 2. L'evento è stato considerato una pietra miliare nella storia dell'esplorazione spaziale, perché ha dato il via al trasporto di equipaggio, con una navicella progettata ed interamente costruita da un'azienda privata. Oltre che aver restituito, dopo 9 anni (cioè dal ritiro dello Space Shuttle), la capacità agli Stati Uniti, di lanciare i propri astronauti, dal suolo statunitense, utilizzando un vettore statunitense.

### Incidenti
Il 28 giugno 2015, nel corso della missione CRS-7, destinata ad inviare rifornimenti alla Stazione spaziale internazionale, il vettore è esploso circa due minuti dopo il lancio a causa di un cedimento strutturale combinato a sovrappressione del secondo stadio, determinando la perdita di quest'ultimo e della capsula Dragon. Il 1º settembre 2016, durante il test di carico dei serbatoi, due giorni prima del lancio della missione Amos-6 con a bordo un satellite per telecomunicazione, è esplosa la cisterna dell'ossigeno liquido all'interno del secondo stadio del razzo, distruggendo così il veicolo e il carico.

### Produzione
Nel dicembre 2010, la linea di produzione della SpaceX era in grado di assemblare un Falcon 9 ogni tre mesi, con l'obiettivo di raddoppiare il rateo di produzione ogni sei settimane. A settembre 2013, SpaceX aveva aumentato la propria superficie di produzione a 93.000 m2 e la fabbrica era stata configurata per raggiungere il traguardo dei 40 stadi all'anno. A febbraio 2016 questi ratei di produzione non sono ancora stati raggiunti, SpaceX ha indicato di riuscire a produrre 18 stadi all'anno e il numero di stadi che possono essere completati contemporaneamente è salito da tre a sei. Si è previsto di riuscire a raggiungere i 30 stadi l'anno per la fine del 2016.

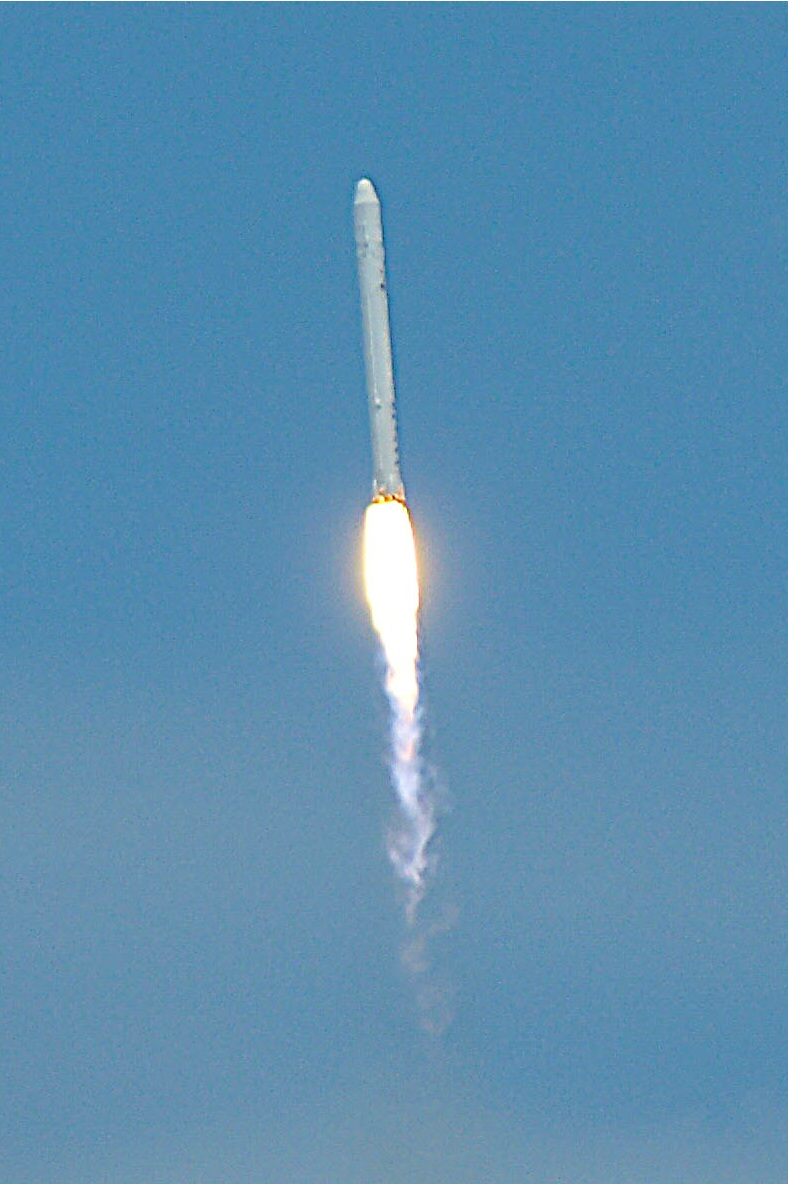
Falcon 9 al suo volo inaugurale
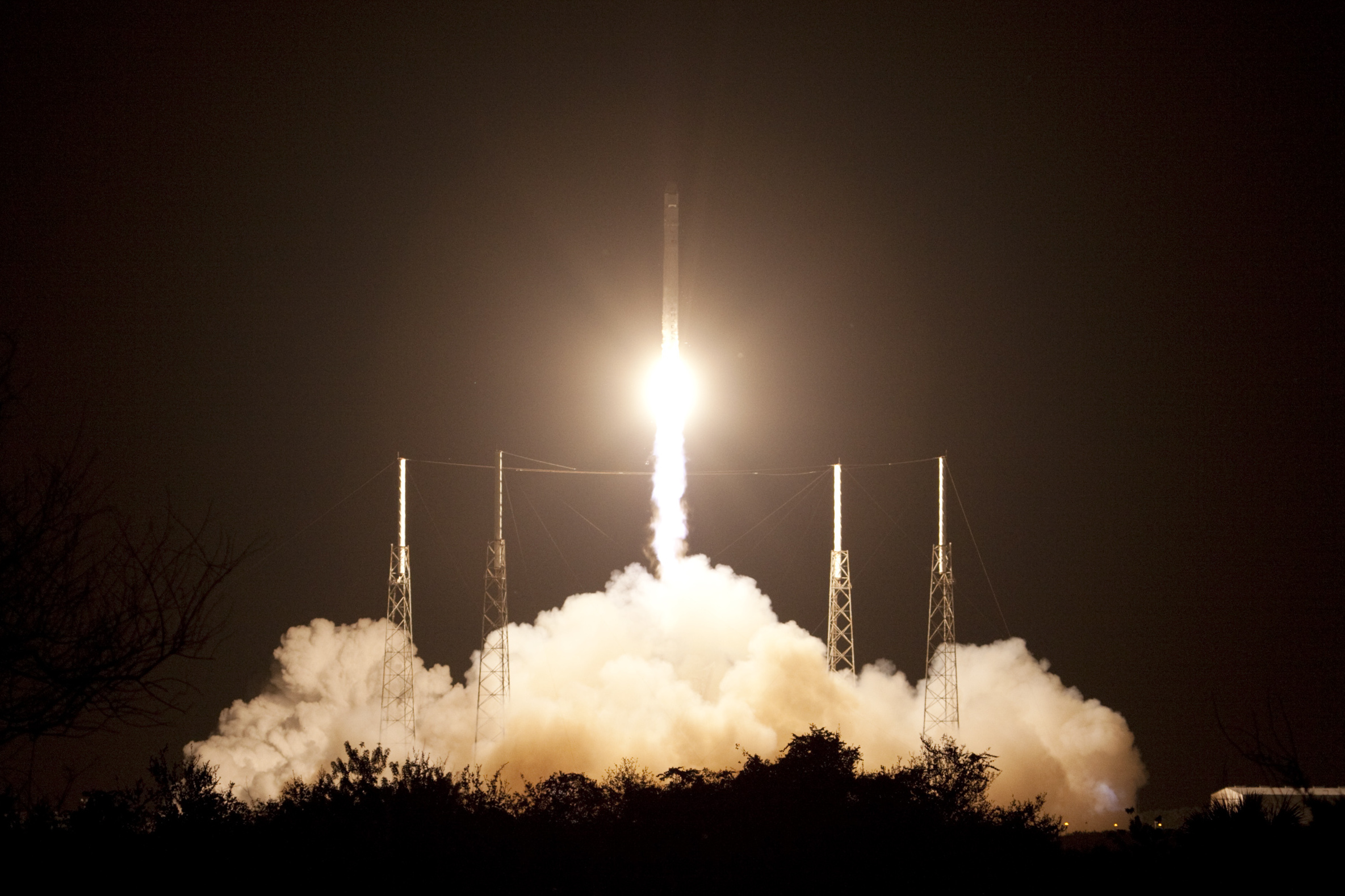
Missione SpaceX CRS-1
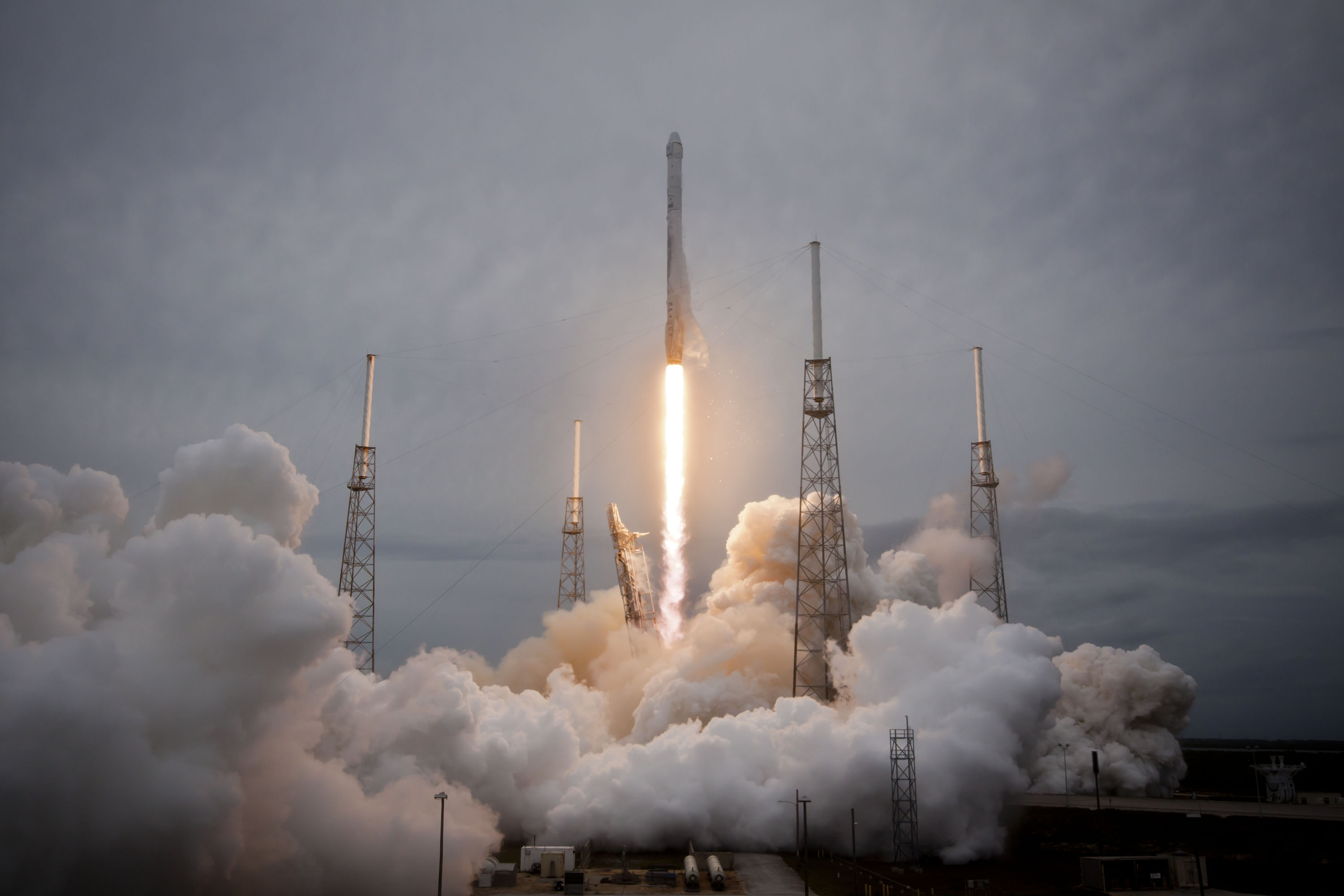
Missione SpaceX CRS-3
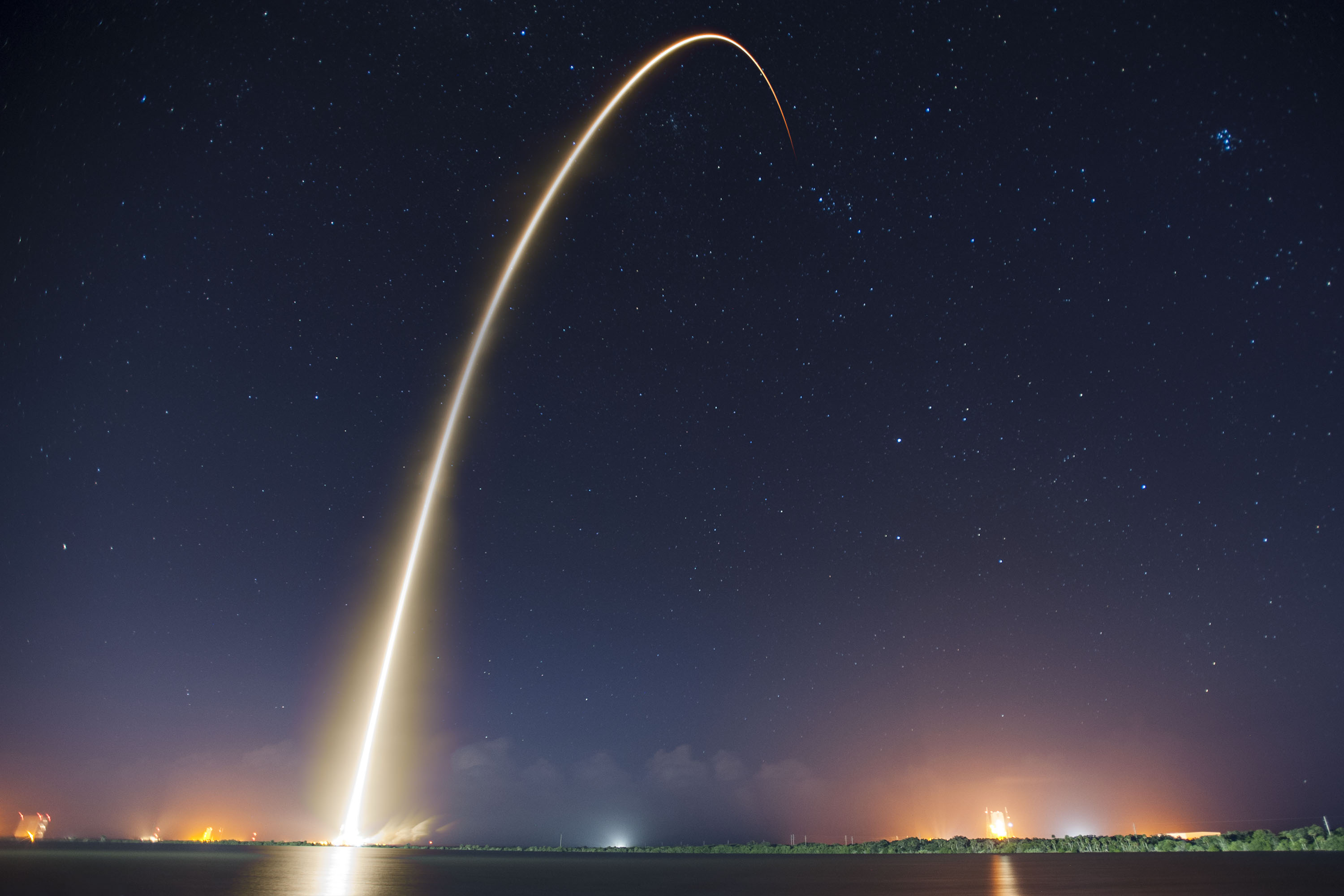
Missione SpaceX CRS-4

## Versioni

Versioni del Falcon 9. A destra il Falcon Heavy, derivato dallo sviluppo di quest'ultimo.

Il Falcon 9 originale ha compiuto cinque missioni con successo tra il 2010 e 2013, e il più potente Falcon 9 v1.1 ha compiuto il suo primo volo il 29 settembre 2013. Tra i vari payload i più importanti furono il lancio del grande SES-8 e del satellite di comunicazione Thaicom, entrambi portati su un'orbita di trasferimento geostazionaria. Sia il Falcon v1.0 che il v1.1 erano vettori a perdere.
Invece la versione Full Thrust è progettata per essere riutilizzabile. i primi test atmosferici furono condotti dal dimostratore tecnologico Grasshopper.
L’11 maggio 2018 è stato lanciato il primo Block 5, versione ulteriormente migliorata e definitiva del Falcon 9, capace di un riutilizzo fino a 100 volte, il quale una volta certificato per operare con la capsula Crew Dragon sarà in grado di trasportare fino a 7 astronauti alla volta verso la Stazione spaziale internazionale. Il lancio inaugurale senza equipaggio è fissato per il 17 gennaio 2019 dal Complesso di lancio 40 presso la Cape Canaveral Air Force Station in Florida.

### Falcon 9 v1.0

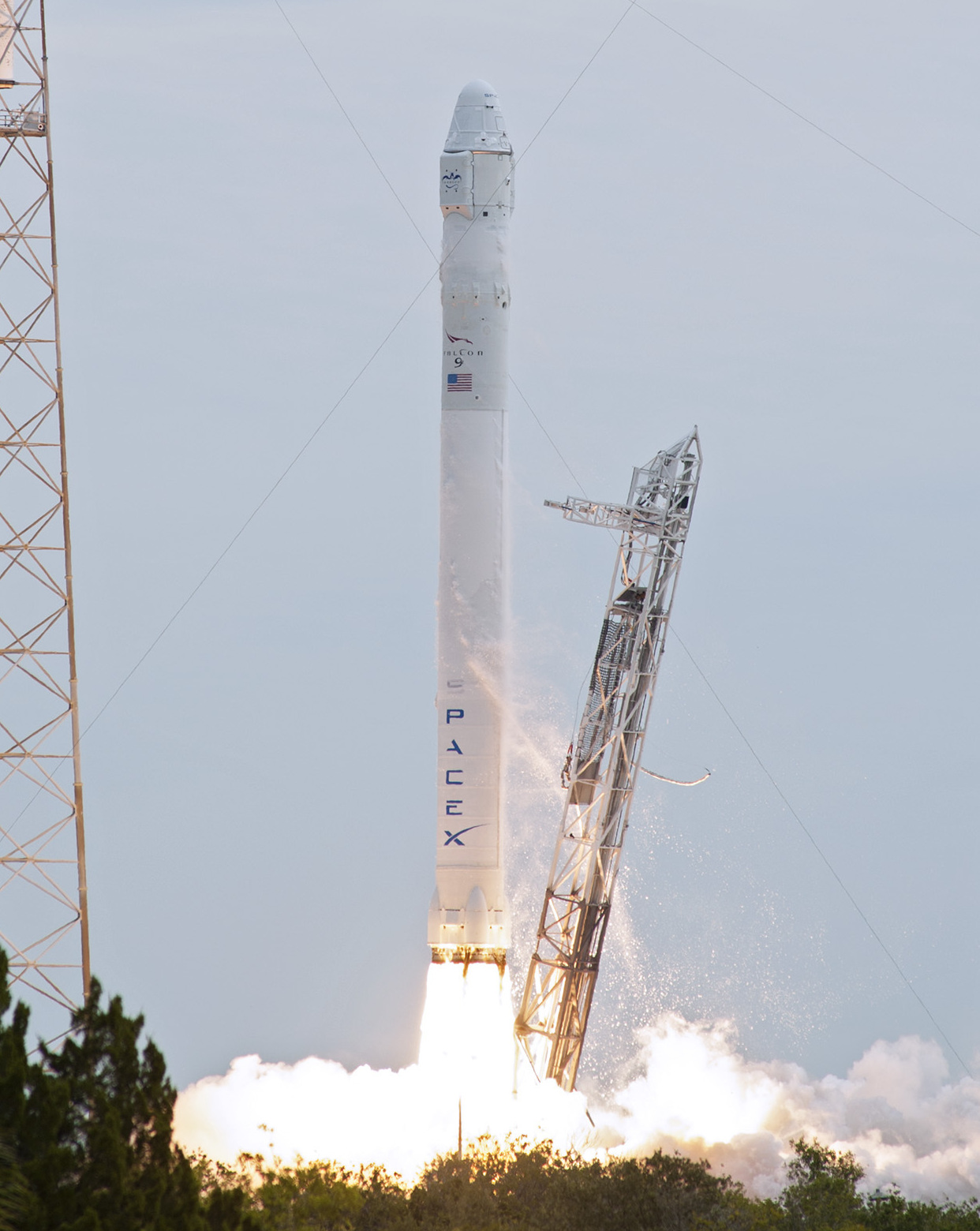
Il lancio di un Falcon 9 v1.0

La prima versione del Falcon 9, la v1.0, è stata sviluppata tra il 2005 e il 2010 e il suo primo lancio è avvenuto il 4 giugno 2010. Compì 5 missioni con successo prima di essere ritirato nel 2013.

### Falcon 9 v1.1
Il Falcon v1.1 rappresenta un'evoluzione rispetto al Falcon v1.0: è più alto e più pesante del 60% ed è equipaggiato con i nuovi motori merlin
Sviluppato tra il 2010 e il 2013, ha compiuto il suo volo inaugurale nel settembre 2013. Ha volato per quindici missioni (di cui una è terminata con un'esplosione in volo) ed è stato ritirato dopo il volo del 17 gennaio 2016, in favore del più potente Falcon 9 Full Thrust.

### Falcon 9 full thrust
Il Falcon 9 Full Thrust, conosciuto anche come Falcon 9 v1.2, è la terza versione del lanciatore Falcon 9. Essa è stata progettato tra il 2014 e il 2015, ha cominciato le operazioni nel dicembre 2015 e ha nell'agenda dei lanci più di cinquanta contratti assegnati in un periodo di cinque anni.
Il 22 dicembre 2015 questo fu il primo lanciatore che riuscì con successo a far atterrare il proprio primo stadio verticalmente presso il sito di lancio dopo la missione operativa, a seguito di un intenso programma di sviluppo partito nel 2011 e le tecnologie sviluppate dalle versioni precedenti. Il Falcon 9 Full Thrust rappresenta un sostanziale miglioramento rispetto al Falcon 9 v1.1, il quale ha volato la sua ultima missione il 18 gennaio 2016. Con entrambi gli stadi migliorati, serbatoi del secondo stadio più grandi e propellente caricato con una temperatura più bassa per aumentarne la densità il vettore può portare un carico utile maggiore in orbita e riuscire a completare con successo un recupero del primo stadio di precisione assistito solo dai motori del primo stadio.

## Confronto tra le versioni
Tutte le versioni del Falcon 9 sono a due stadi alimentati da motori che utilizzano la miscela LOX/RP-1.

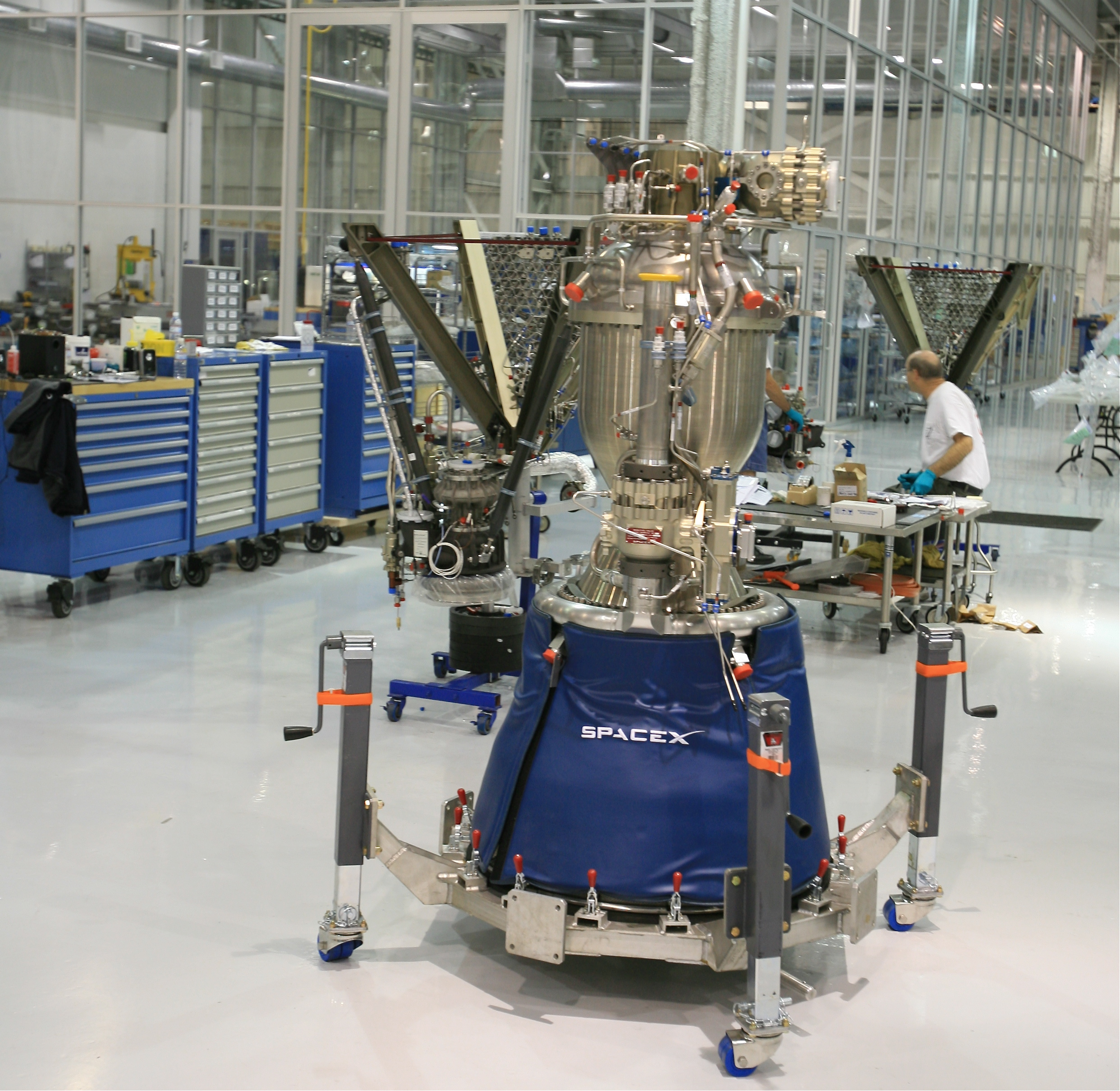
Motore Merlin 1D nella sede di SpaceX

I serbatoi degli stadi sono costruiti con una lega alluminio-litio. SpaceX utilizza serbatoi saldati con il metodo FSW, la tecnica più resistente e affidabile disponibile.. Il serbatoio del secondo stadio è semplicemente una versione più corta di quello del primo e utilizza molta della stessa attrezzatura, materiali e tecniche di assemblaggio, riducendo i costi di produzione.
Entrambi gli stadi utilizzano una miscela piroforica di trietilalluminio e trietilborano per avviare i motori.
SpaceX usa computer di volo ridondanti progettati per essere tolleranti ai guasti. Ogni motore Merlin è controllato da tre computer, ognuno dei quali possiede due processori fisici che si controllano costantemente a vicenda. I software operano in ambiente Linux e sono scritti in C++.
L'interstadio è costituito di un materiale composito di fibra di carbonio e alluminio. La versione originale del lanciatore possedeva 12 punti di attacco tra i due stadi, mentre la versione 1.1 solo tre.
| Versione                       | Falcon 9 v1.0      | Falcon 9 v1.1      | Falcon 9 Full Thrust                                                      | Falcon 9 Block 5                                  |
| ------------------------------ | ------------------ | ------------------ | ------------------------------------------------------------------------- | ------------------------------------------------- |
| Stadio 1                       | 9 Merlin 1C        | 9 Merlin 1D        | 9 Merlin 1D+                                                              | 9 Merlin 1D+ (Migliorati)                         |
| Stadio 2                       | 1 Merlin 1C Vacuum | 1 Merlin 1D Vacuum | 1 Merlin 1D Vacum+                                                        | 1 Merlin 1D+                                      |
| Altezza massima (m)            | 53                 | 68,4               | 70                                                                        | 70                                                |
| Diametro                       | 3,66               | 3,66               | 3,66                                                                      | 3,66                                              |
| Spinta al decollo (kN)         | 3807               | 5885               | 7607                                                                      | 7607                                              |
| Massa al decollo (Mg)          | 318                | 506                | 549                                                                       | 549                                               |
| Diametro dei fairing (m)       | N/A                | 5,2                | 5,2                                                                       | 5,2                                               |
| Carico utile verso la LEO (Mg) | 8,5-9              | 13,150             | 22,700 (senza recupero del primo stadio)                                  | ≥ 22,800 (senza recupero) ≥ 16,800 (con recupero) |
| Carico utile verso la GTO (Mg) | 3,4                | 4,85               | 8,3 (senza recupero del primo stadio) 5,3 (con recupero del primo stadio) | ≥ 8,300 (senza recupero) ≥ 5,800 (con recupero)   |
| Rateo successi                 | 5/5                | 14/15              | 35/36 (1 distrutto durante un test prima del decollo)                     | 44/44                                             |

## Caratteristiche

### Affidabilità
Il Falcon 9 vanta un alto livello di affidabilità. Per garantire questa caratteristica, l'azienda si è concentrata sulle cause principali dei fallimenti di lanci di veicoli simili: gli eventi di separazione e i motori. Ha quindi ridotto a due il numero di stadi, e aumentato il numero di motori del primo stadio per garantire ridondanza (vedere la sezione sulla peculiarità engine out). Inoltre, come il Falcon 1 e lo Space Shuttle, anche il Falcon 9 prevede nella sua sequenza di lancio l'accensione completa dei motori e un controllo dei sistemi prima del decollo vero e proprio: la rampa di lancio non rilascia il razzo fino a che non riceve conferma di funzionamento normale da tutti i sistemi. In caso di anomalie, interviene un sistema automatico di spegnimento sicuro e scarico del carburante.
Al 26 maggio del 2023 il Falcon 9 ha effettuato 226 voli, dei quali 224 sono risultati un successo, garantendo un indice di affidabilità di circa il 99,11%.

### Engine out
Il Falcon 9 è in grado di completare la sua missione anche nel caso in cui uno dei nove motori del primo stadio subisca un'avaria. Questa caratteristica è chiamata engine out, ed è la prima volta che viene implementata così radicalmente dai tempi del programma Apollo, con i Saturn V. Una dimostrazione di questa capacità si è avuta durante la missione SpaceX CRS-1, quando il motore Merlin numero 1 del primo stadio ha perso pressione 79 secondi dopo il lancio, ed è quindi stato spento. Il razzo è ugualmente riuscito a completare la sua missione, dando prova della sua affidabilità.

### Riusabilità
Una delle caratteristiche più innovative in assoluto nel campo del trasporto in orbita è la riusabilità: solo riutilizzando lo stesso razzo per più lanci si potrà raggiungere l'obiettivo di abbassare radicalmente il costo di tale operazione. Ad oggi, infatti, ogni razzo al di fuori di SpaceX e Blue Origin (la quale tuttavia recupera il primo stadio effettuando solamente voli suborbitali poco al di sopra della Linea di Kármán) può essere utilizzato per un solo volo, in quanto si distrugge ritornando sulla Terra. Questo porta a costi elevatissimi, che l'azienda californiana è riuscita ad abbattere parzialmente.
Il primo stadio del Falcon 9 è riutilizzabile: dopo il distacco ed il rientro in atmosfera, infatti, scende in caduta libera controllata attraverso 4 alette aerodinamiche in titanio, poi accende nuovamente i motori frenando bruscamente la caduta ed atterrando in piedi, estendendo a pochi metri dalla superficie quattro zampe retrattili, su una piattaforma predisposta nell'Oceano Atlantico (Autonomous spaceport drone ship), o in una piazzuola di atterraggio nella terraferma (Landing Zone 1 e Landing Zone 2 alla Cape Canaveral Air Force Station, Landing Zone 3 alla Vandenberg Air Force Base). In caso di atterraggio sulle piattaforme galleggianti al largo della costa oceanica, il primo stadio deve seguire una semplice traiettoria parabolica; per atterrare sulla terra ferma, invece, il vettore, una volta separato dal secondo stadio, deve eseguire una rotazione di 180° ed accendere i motori un'ulteriore volta per poter rallentare invertendo la rotta e tornare sulla costa. Tuttavia, nei primi due tentativi effettuati, il 10 gennaio e il 14 aprile 2015, il razzo non è riuscito ad atterrare e a rimanere in piedi sulla piattaforma galleggiante, fallendo quindi l'obiettivo della SpaceX di poterlo riutilizzare mediante un atterraggio controllato dopo aver lanciato la capsula Dragon in orbita.
Il successo è stato raggiunto il 22 dicembre 2015 con il lancio di 11 satelliti Orbcomm e il recupero del primo stadio, atterrato sulla Landing Zone 1 di Cape Canaveral.

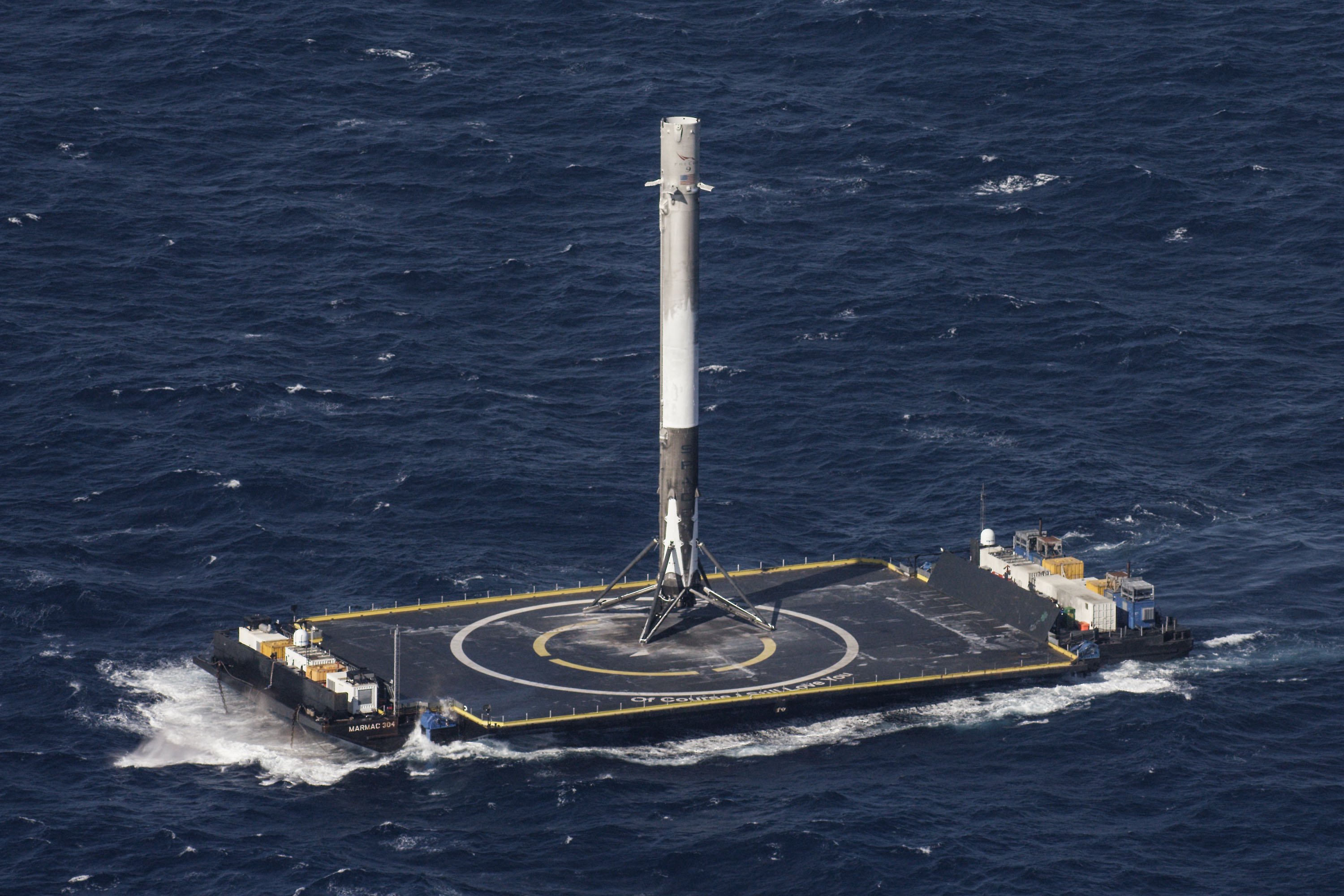
Primo stadio del Falcon 9 atterrato sulla piattaforma galleggiante autonoma Of Course I Still Love You nell'Oceano Atlantico dopo la missione CRS-8

La riutilizzabilità del secondo stadio presenta più difficoltà, data l'altitudine da cui viene lasciato cadere, che lo costringono ad un vero e proprio rientro atmosferico. Questo comporta che il secondo stadio dovrà essere dotato di uno scudo termico completo, oltre ai sistemi di comunicazione e di propulsione per gestire il rientro.

Entrambi gli stadi, comunque, sono stati progettati per renderli resistenti all'acqua marina e agli impatti. In particolare, per contrastare la corrosione sono stati adottati alcuni accorgimenti progettuali: ad esempio, sì è prestata attenzione a minimizzare la serie galvanica e si è fatto uso di anodi sacrificali; inoltre tutte le parti metalliche esposte sono state rivestite, anodizzate o placcate.
Dal 2016 SpaceX ha eseguito decine di atterraggi, riuscendo a riutilizzare 3 volte un singolo Falcon 9 Block 5 nella seconda metà del 2018, arrivando a riutilizzare e recuperare con successo per ben 6 volte il primo stadio del Falcon 9, nella seconda metà del 2020. È proprio con questa ultima e definitiva versione del Falcon 9 che l’azienda punta ad un riutilizzo dello stesso vettore fino a 100 volte.
Per favorirne il riutilizzo, il primo stadio del Falcon 9 è stato costruito appositamente con un diametro non superiore ai 3,7m, in modo da poter essere classificato come trasporto eccezionale su strada secondo le leggi degli Stati Uniti d'America. In questo modo, smontando le gambe di atterraggio, il primo stadio può essere trasportato su un particolare rimorchio lungo circa 50m attraverso tutti gli Stati Uniti, senza dover essere disassemblato, quindi facendo risparmiare notevoli spese, e fornendo un collegamento economico ed efficiente tra le sedi di SpaceX, i siti di lancio, ed i siti di atterraggio.
Dal 2018, l’azienda utilizza una nave pesantemente modificata per provare a recuperare 1 delle 2 fairings in caduta sull'oceano attraverso una grande rete posizionata sopra al vascello. Queste paratie servono a proteggere il payload durante la fase di ascesa da forze aerodinamiche, suono e vibrazioni, tuttavia il costo di produzione è elevato, ed in caso di recupero e riutilizzo, il costo per lancio di un Falcon 9 diminuirebbe ulteriormente. Nel marzo 2017, SpaceX ha recuperato per la prima volta una fairing. L'11 aprile 2019, durante la missione Arabsat-6A, entrambe le fairings sono atterrate intatte nell'Oceano Atlantico e recuperate dai team di recupero di SpaceX. Elon Musk ha twittato che tali fairings sarebbero state riutilizzate per un lancio di Starlink. A partire da giugno 2019 SpaceX è riuscita a recuperare una metà del fairing con una grande rete su una nave appositamente attrezzata, Ms. Tree, evitando il contatto con acqua salata corrosiva. Con il reclutamento di una seconda nave gemella, Ms. Chief, SpaceX apre alla possibilità di recuperare entrambe le fairings di una singola missione. L'11 novembre 2019, durante la missione Starlink L1, per la prima volta sono state utilizzate delle fairings precedentemente recuperate, quella della precedente missione Arabsat-6A.

## Infrastrutture

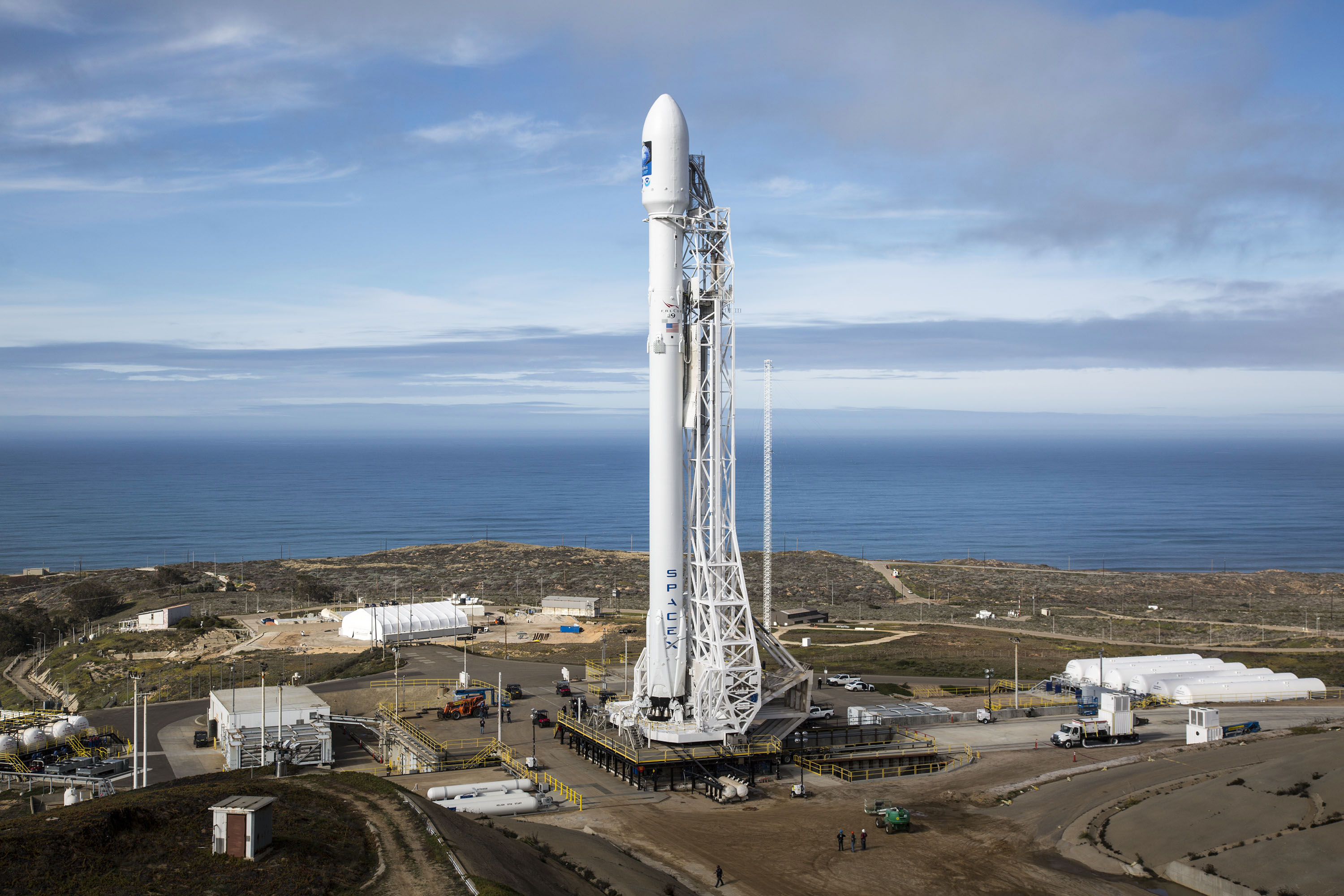
Falcon 9 Full Thrust alla base di Vandenberg nel 2016

### Siti di lancio
Il complesso di lancio 40 presso la base dell'Air Force Cape Canaveral, in Florida, è stato il primo sito di lancio del Falcon 9 ed è tuttora il luogo di partenza principale per i lanci verso la ISS e verso l'orbita geostazionaria. Un sito di lancio secondario si trova presso la base di Vandenberg, California, ed è utilizzato per i lanci verso l'orbita polare.
Per un periodo, durante il 2017, è stato usato come sito di lancio del Falcon 9 (versione Full Thrust) anche lo storico Pad 39A del John F. Kennedy Space Center (distante pochi km dal Launch Complex 40), utilizzato in passato per le missioni Apollo e STS. All’inizio del 2018 il Pad 39A (preso il leasing da SpaceX con un contratto di 20 anni) è stato riconvertito per lanciare il Falcon Heavy. Verso la fine del 2018 SpaceX ha installato un moderno ponte di imbarco sulla torre di servizio del Pad39A, che dal 2019 verrà utilizzato dagli astronauti diretti verso la ISS per salire a bordo della capsula Crew Dragon. Pertanto, solo per questo tipo di missioni, la piattaforma verrà utilizzata nuovamente per lanciare il Falcon 9.

### Siti di atterraggio

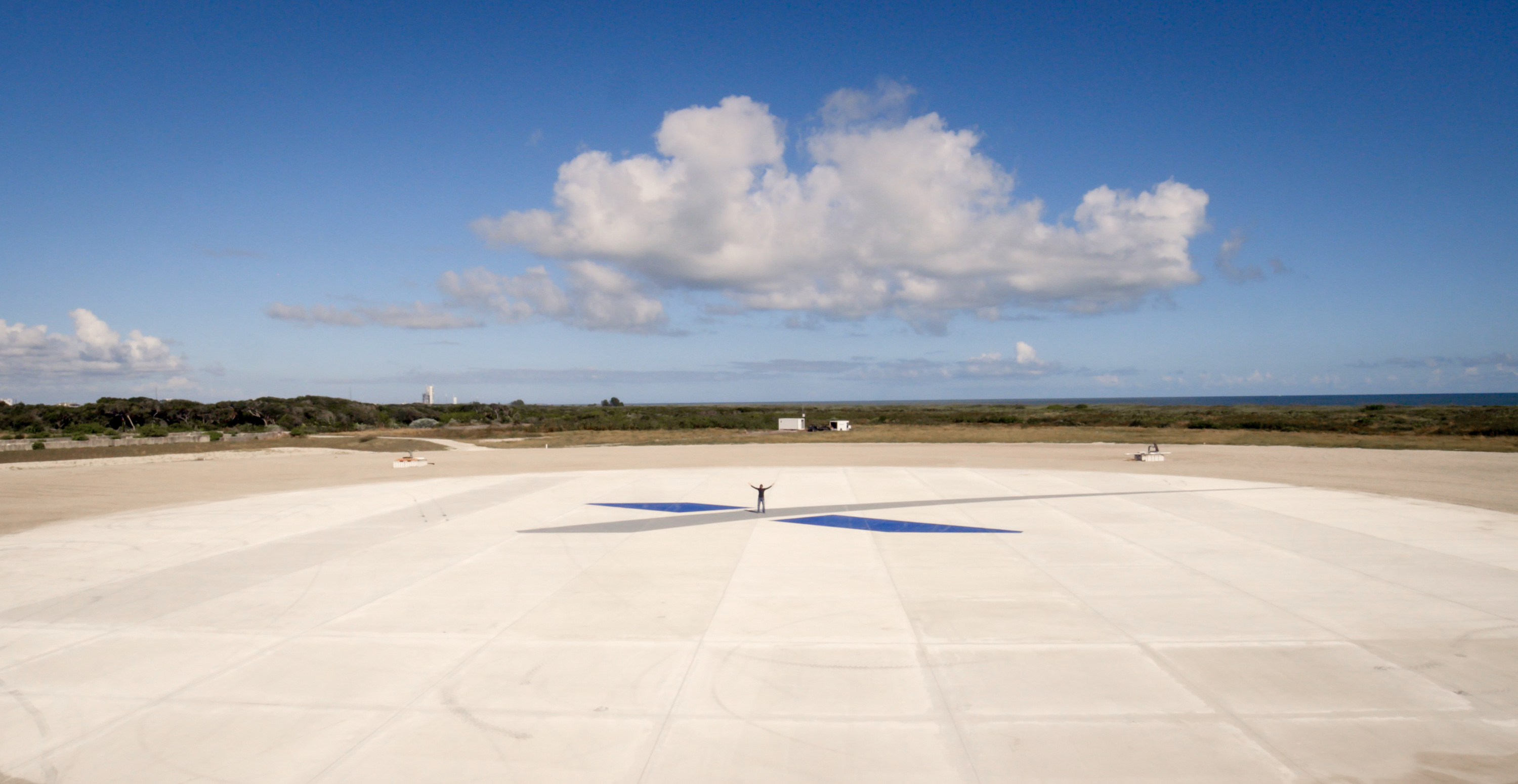
Landing Zone 1

All’inizio del 2019, SpaceX dispone di 5 siti di atterraggio per il primo stadio del Falcon 9:
- 3 sulla terra ferma: Landing Zone 1 e Landing Zone 2 alla Cape Canaveral Air Force Station, e dal 2018 Landing Zone 4 alla Vandenberg Air Force Base.
- 2 piattaforme galleggianti autonome: Of Course I Still Love You, con base a Port Canaveral (per i lanci dalla East Coast) e Just Read The Instructions, con base al porto di Los Angeles (per i lanci dalla West Coast).